# 金鍾漢
金 鍾漢（キム・ジョンハン、김종한、日本名：月田 茂（つきた しげる）、1914年2月28日 - 1944年9月27日）は、日本統治時代の朝鮮の詩人。号は、高句麗の宰相であった乙巴素（ウルファソ）から名をとって、乙巴素（을파소）としていた。

## 生涯
咸鏡北道明川郡西面に生まれた。生家は農家であったが、6歳の時に医師であった伯父の養子となり、清津府へ移り、さらに養父とともに雄基郡に移って、鏡城中学校、次いでに鏡城高等普通学校に学んだ。鏡城高普の在学中の1933年ころから、「乙巴素」名義で雑誌や新聞のコンテストなどに自作の詩を書き送るようになり、その後一時期は満州などを放浪したとされる。
1937年に『朝鮮日報』の新春文芸に民謡風の純粋詩である「낡은 우물이 있는 풍경（古井戸のある風景）」を当選させたとされる。
金鍾漢は、1936年7月の時点で明川郡在住であったが、1937年までには日本に渡って東京府東京市本郷区湯島に下宿し、当時は本郷区内にあった日本大学専門部芸術科に学んだ。在学中はあまり講義には出ず、美術書の読書や博物館巡りに明け暮れたという。しかし、1939年3月には日本大学芸術科を中退し、婦人画報社に勤め、1941年まで在籍していたものと考えられている。
東京において詩の同人誌で活動しながら、純粋詩を書き始めた。1939年には、雑誌『文章』に、詩人の鄭芝溶の推薦で詩を載せ、正式に文壇に登場した。金鍾漢は、鄭芝溶を師と仰ぎ、佐藤春夫にも強い関心を寄せていた。佐藤春夫には、1938年春の時点で面会し、激励され、後には『婦人画報』の文芸企画にも協力してもらっている。
太平洋戦争の開戦後、1941年ないし1942年に朝鮮に戻り、1942年初めに『国民文学（국민문학）』に詩作や評論文を寄稿し、同年春から編集に携わるようになり、やがて編集部内でも重きを置くようになったが、1943年夏には退職した。
1943年7月、金鐘漢という名義で、日本語による第一詩集『たらちねのうた』と第二詩集『雪白集（설백집）』を立て続けに出版したが、この時点では、『毎日新報』の発行する日本語週刊誌、ないしは、『毎日新報』の姉妹紙であった『京城日報』の記者として働いており、同僚であった金達寿と同じ下宿に住んでいた。
翌1944年、朝鮮語の詩を日本語に翻訳する作業に取り組む中、31歳の年齢で肺病のため夭折した。

## 評価
金鍾漢は、短期間の活動ではあったが、親日媒体である『毎日新報』の記者として勤務したうえ、集中的に創作活動に参加した期間が太平洋戦争時期と重なり、親日詩を多く創作した。1940年から死亡するまでの4年間、戦争を美しい落花に例えた「살구꽃처럼（仮訳：杏のように）」（1940年）を含む、親日詩9編と戦死した兵士の遺族を訪ねて出会った後に書いた「영예의 유가족을 찾아서（仮訳：栄誉の遺族を探して〉」（1943年）など、合わせて22編の詩を発表した。
金鍾漢は、内鮮一体を主唱する『国民文学』の編集者であったことや、日本語による詩作に取り組み詩集を発行したことなどを踏まえ、親日派とみなされており、彼の詩「園丁」は代表的な親日詩とされている。2002年に発表された親日文学人42人名簿や、2008年に民族問題研究所が発表した親日人名辞典収録予定者名簿文学部門に選定され、親日反民族行為真相糾明委員会が発表した親日反民族行為705人名簿にも含まれた。
金鍾漢の詩は、速度感、空間性を活用した技巧的な面貌とともに、表現主義的傾向を見せている。理念と距離を置きながら繊細な言語と民謡由来の伝統的な情緒に重点を置く様式は、師匠の鄭芝溶や、朴木月、朴斗鎭が構成した青鹿派と似ている。作家たちが政治的圧迫を受けて創作した日本統治時代末期の親日詩が、一般的に扇動性に重点を置いて品格が落ちるのに対し、金鍾漢の親日詩は芸術的な完成度が高いという評価もある。
金鍾漢は文壇の奇人として知られており、小説家の崔貞熙に対して執拗に求愛した事件も有名である。
金鍾漢の没後には、生前に親交があった李石薫（牧洋）、鄭飛石、金達寿、柳呈（유정）が回想する記述を残している。大韓民国では、もっぱら親日派としての否定的評価がなされており、他の同時代の作家の多くと同様に、評伝や作品集の整備も進んでいない。日本では、大村益夫による研究を契機に再評価が進んでおり、川村湊は、「朝鮮の「土に徹する」ことによって、民族の起死回生の願いを孕んだ表現として、その地の文学史に記憶されておいてもよい」と述べている。2005年には、藤石貴代、大村益夫、沈元燮、布袋敏博の共編により、『金鍾漢全集』が刊行された。

## 関連文献
- 金達寿「太平洋戦争下の朝鮮文学--金鐘漢の思い出を中心に」『文学』第29巻第8号、岩波書店、東京、1961年、967-976頁、CRID 1523388080069946880。
- 金鍾漢 著、藤石貴代、大村益夫、沈元燮、布袋敏博 編『金鍾漢全集』緑蔭書房、東京。